# Johannes VI Kantakouzenos
Johannes VI Kantakouzenos (Grieks: Ἰωάννης ΣΤ′ Καντακουζηνός) (ca. 1292-15 juni 1386) was Byzantijns keizer van 1347-1354.
Johannes Kantakouzenos was bij de dood van Andronikos III in 1341 aangewezen als regent voor diens zoon, de negenjarige Johannes V. In datzelfde jaar riep hij zichzelf in Didymoteicho (Thracië) tot keizer uit, wat aanleiding was voor een zesjarige burgeroorlog. Door de hulp in te roepen van de Ottomaanse Turken slaagde hij er in 1347 in Constantinopel binnen te trekken, waarna werd overeengekomen dat hij medekeizer van Johannes V zou worden. Tevens bracht hij een huwelijk tot stand van Johannes V met zijn dochter Helena. In 1353 riep hij zijn zoon Mattheüs Asanes Kantakouzenos tot medekeizer uit.
Door oorlogen met de Republiek Genua en de Serven en de daardoor ontstane zware financiële lasten voor zijn onderdanen nam zijn populariteit snel af. Toen Johannes V in 1354 Constantinopel binnentrok, was het dan ook niet moeilijk hem af te zetten.
Johannes trok zich terug in een klooster, waar hij onder andere een geschiedenis schreef over de jaren 1320-1356, uiteraard vanuit zijn eigen standpunt.